# Fränkische Franziskanerprovinz
Die Fränkische Franziskanerprovinz war eine Ordensprovinz der Franziskaner, die von 1828 bis 1836 bestand und dann in der Bayerischen Franziskanerprovinz aufging.
Die Provinz wurde auf Veranlassung von König Ludwig I. gegründet, dem nach der Säkularisation um die Wende vom 18. zum 19. Jahrhundert die Wiederherstellung von dabei aufgehobenen Klöstern ein Anliegen war. Als er 1825 sein Amt antrat, existierten in Unterfranken noch 19 Männer- und zwei Frauenklöster. 
In der Ordensprovinz wurden Franziskanerklöster zusammengefasst, die noch bestanden, aber seit der Säkularisation weder zu ihren Provinzen noch untereinander Kontakt hatten. Der bayerische Ministerialrat Eduard von Schenk, Vorstand der Sektion „für die Angelegenheiten der Kirche und des Unterrichts“ im Innenministerium, förderte den Zusammenschluss, da in einem Klosterverband die Verwaltung einfacher sei und finanzieller und personeller Austausch ermöglicht würde; auch die Ausbildung von Novizen sei leichter. Am 23. Mai 1828 ordnete König Ludwig I. die Errichtung der Provinz an.
Zur Provinz gehörten aus der Thüringischen Franziskanerprovinz (Thuringia):
- Hammelburg
- Volkersberg
- Schwarzenberg
- Miltenberg;

aus der Straßburger oder Oberdeutschen Franziskanerprovinz (Argentina):
- Dettelbach
- Kreuzberg

Hinzu kam das ehemalige Kloster der Kapuziner in Engelberg, das 1828 von den Franziskanern als Hospitium wieder eröffnet wurde. Im August 1828 gehörten 24 Patres zur Provinz.
Es gab allerdings Schwierigkeiten, genügend junge Männer zum Klostereintritt als Kleriker zu gewinnen; beim Nachwuchs von Laienbrüdern war es günstiger. Die philosophische und theologische Ausbildung neu eintretender Brüder konnte von der kleinen Provinz nicht bewältigt werden, und Bewerber mit absolviertem Studium kamen selten. Auch Kandidaten ohne Abitur konnte die Provinz nicht aufnehmen und ausbilden. Personelle Unterstützung aus benachbarten Franziskanerprovinzen war nicht zu erwarten, da auch dort nach der Säkularisation große Engpässe bestanden; die bayerische Regierung hätte hierfür sogar nichtbayerische Ordensmitglieder unkompliziert einreisen lassen. Für kurze Zeit bestand im Kloster Hammelburg ein Hausstudium, jedoch ohne nachhaltigen Erfolg. 1828 hatte Bayern den Franziskanern die wissenschaftliche Ausbildung von Klerikern in Eigenregie, unabhängig von den Fakultäten der Universitäten, erlaubt.  
Am 20. August 1934 fand in Dettelbach noch einmal ein Provinzkapitel statt, bei dem Maximilian Kaiser zum Provinzialminister gewählt wurde. Am 28. September 1836 erfolgte auf einem Provinzkapitel in Ingolstadt die Vereinigung mit der Bayerischen Franziskanerprovinz, und zwar „friedlich und ohne den geringsten Anstand“, wie dem König berichtet wurde.